# Церковь Кеми
Церковь Кеми (фин. Kemin kirkko) — евангелическо-лютеранская церковь в городе Кеми, провинция Лаппи, Финляндия. Построена в стиле неоготики и национального романтизма по проекту Йозефа Стенбека в 1902 году.

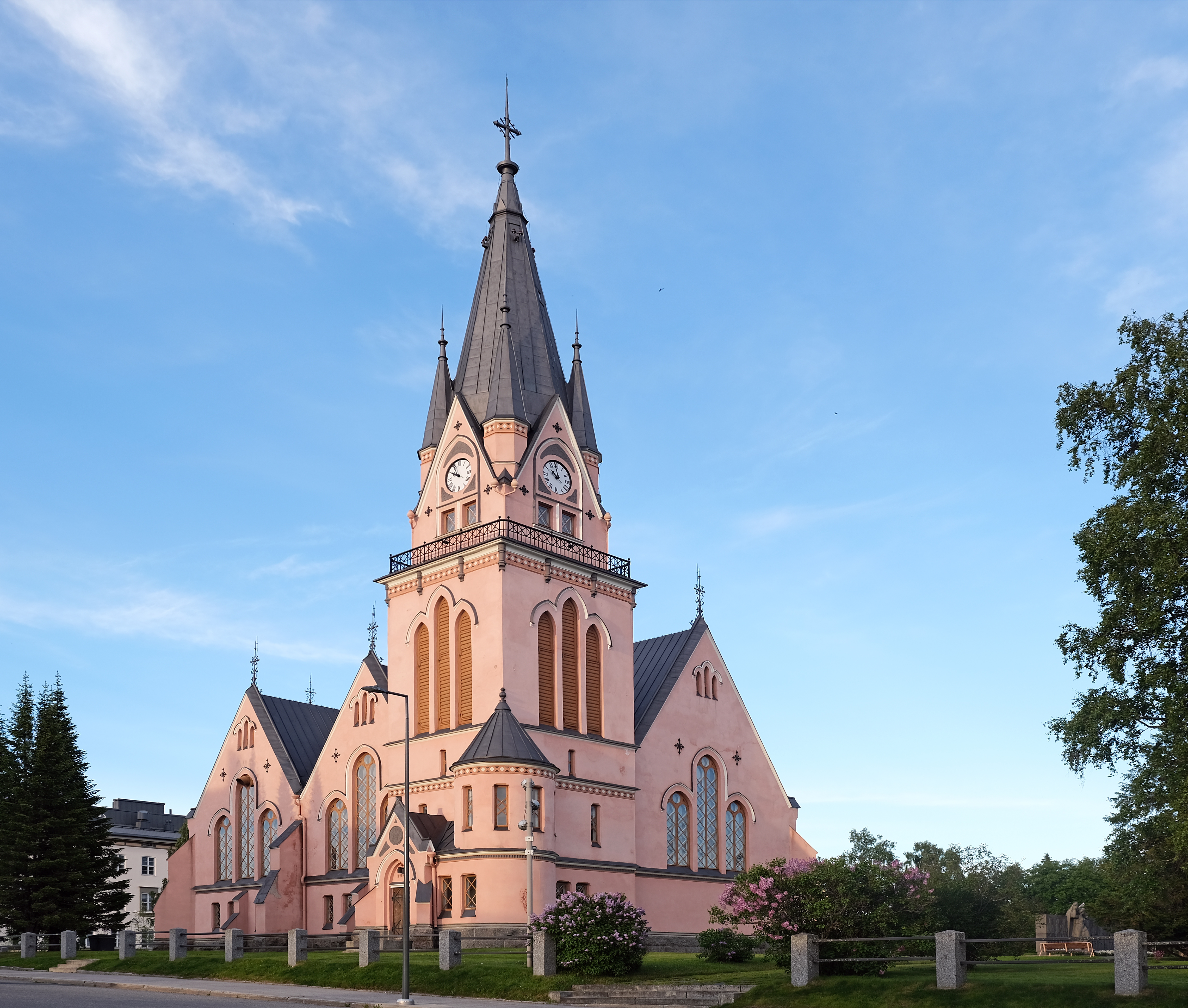
Церковь Кеми

Интерьеры церкви

Церковь сложена из бетона. Высота колокольни составляет 44 метра. Витражи церкви смонтированы в 1986 году. Они изображают Троицу. На алтарной стене установлено большое распятие.
Здание вмещает до 1200 прихожан. В 2003 году церковь отремонтировали, вернули стенам исторический розово-кирпичный цвет и открыли для свободного посещения как местными жителями, так и туристами. Здесь регулярно проходят концерты духовной и классической музыки. Для этого внутри установлен пневматический орган, изготовленный в 1935 году.
В непосредственной близости от церкви находится мемориальное военное кладбище, где похоронены 381 человек. У стены церкви стоит памятник молящемуся солдату.